# Distrito electoral de Erina (condado de Garfield, Nebraska)
Erina (en inglés: Erina Precinct) es un distrito electoral ubicado en el condado de Garfield en el estado estadounidense de Nebraska. En el Censo de 2010 tenía una población de 35 habitantes y una densidad poblacional de 0,14 personas por km².

## Geografía
Erina se encuentra ubicado en las coordenadas 42°0′33″N 98°51′53″O / 42.00917, -98.86472. Según la Oficina del Censo de los Estados Unidos, Erina tiene una superficie total de 254.56 km², de la cual 254.35 km² corresponden a tierra firme y (0.08%) 0.21 km² es agua.

## Demografía
Según el censo de 2010, había 35 personas residiendo en Erina. La densidad de población era de 0,14 hab./km². De los 35 habitantes, Erina estaba compuesto por el 100% blancos.